# Santa Comba Dão
Santa Comba Dão es una ciudad portuguesa en el distrito de Viseu, região Centro y comunidad intermunicipal de Viseu Dão-Lafões, con cerca de 3200 habitantes en su núcleo principal y 10 641 dentro de su municipio.

## Geografía
Es sede de un municipio con 112,54 km² de área y 10 641 habitantes (2021), subdividido en seis freguesias. El municipio está limitado al norte por el municipio de Tondela, al este por Carregal do Sal, al sueste por Tábua, al sur por Penacova y al oeste por Mortágua.

## Organización territorial
El municipio de Santa Comba Dão está formado por seis freguesias:
- Ovoa e Vimieiro
- Pinheiro de Ázere
- Santa Comba Dão e Couto do Mosteiro
- São Joaninho
- São João de Areias
- Treixedo e Nagozela

## Demografía
| Gráfica de evolución demográfica de Santa Comba Dão entre 1864 y 2021 |
|                                                                       |
| Datos según el nomenclátor publicado por el INE portugués.            |